# 生月自動車

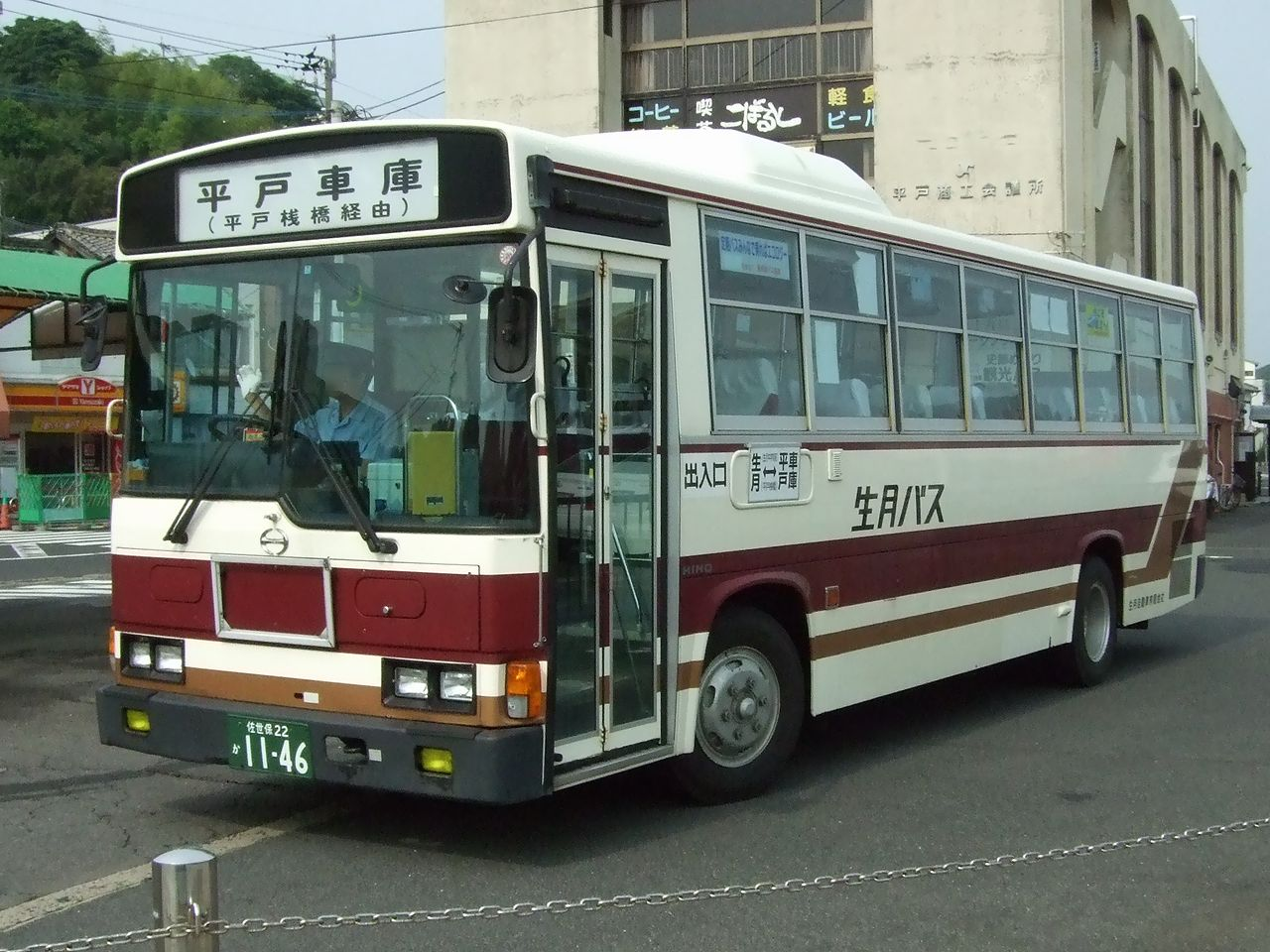
一般路線車

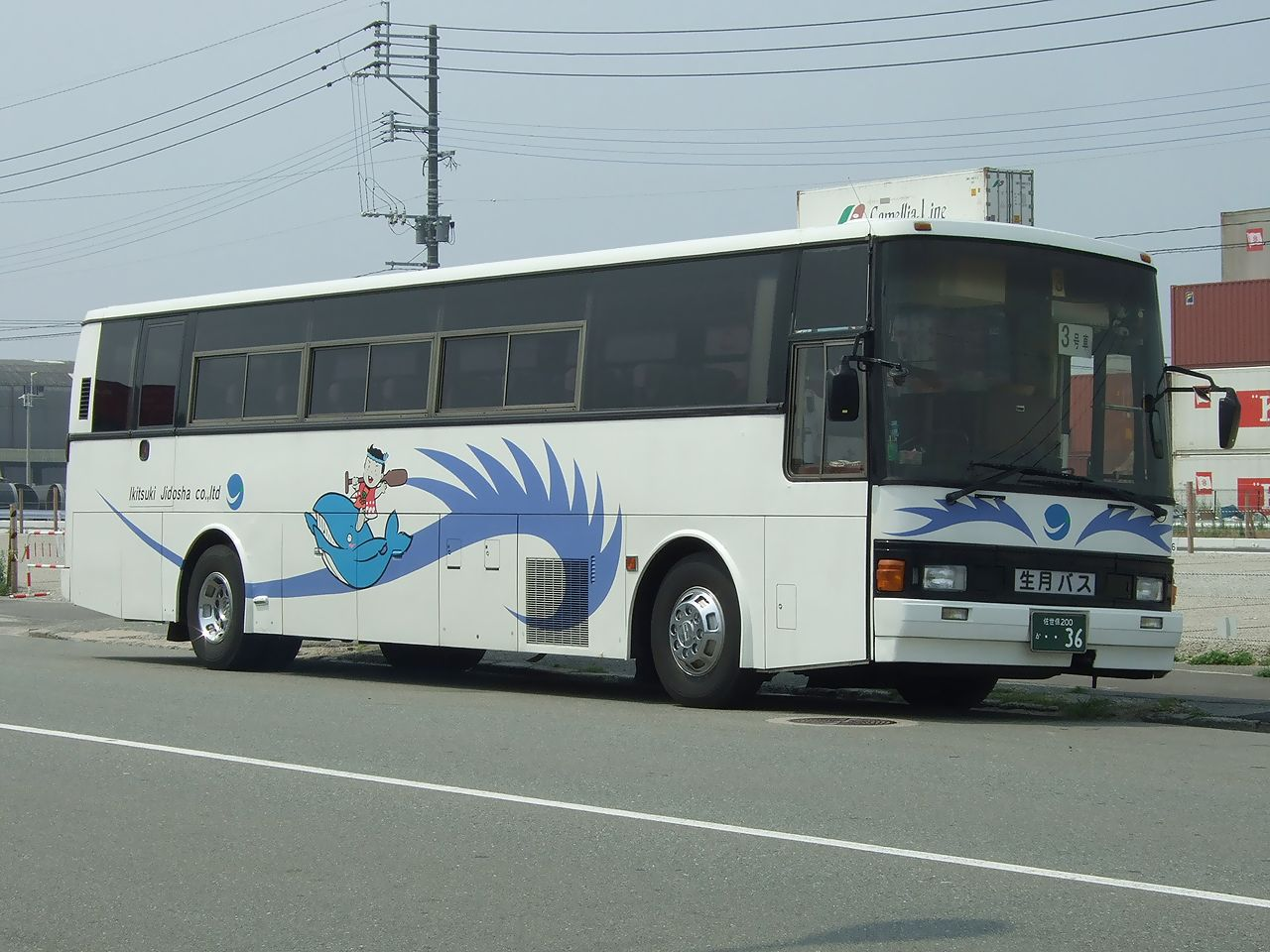
貸切車

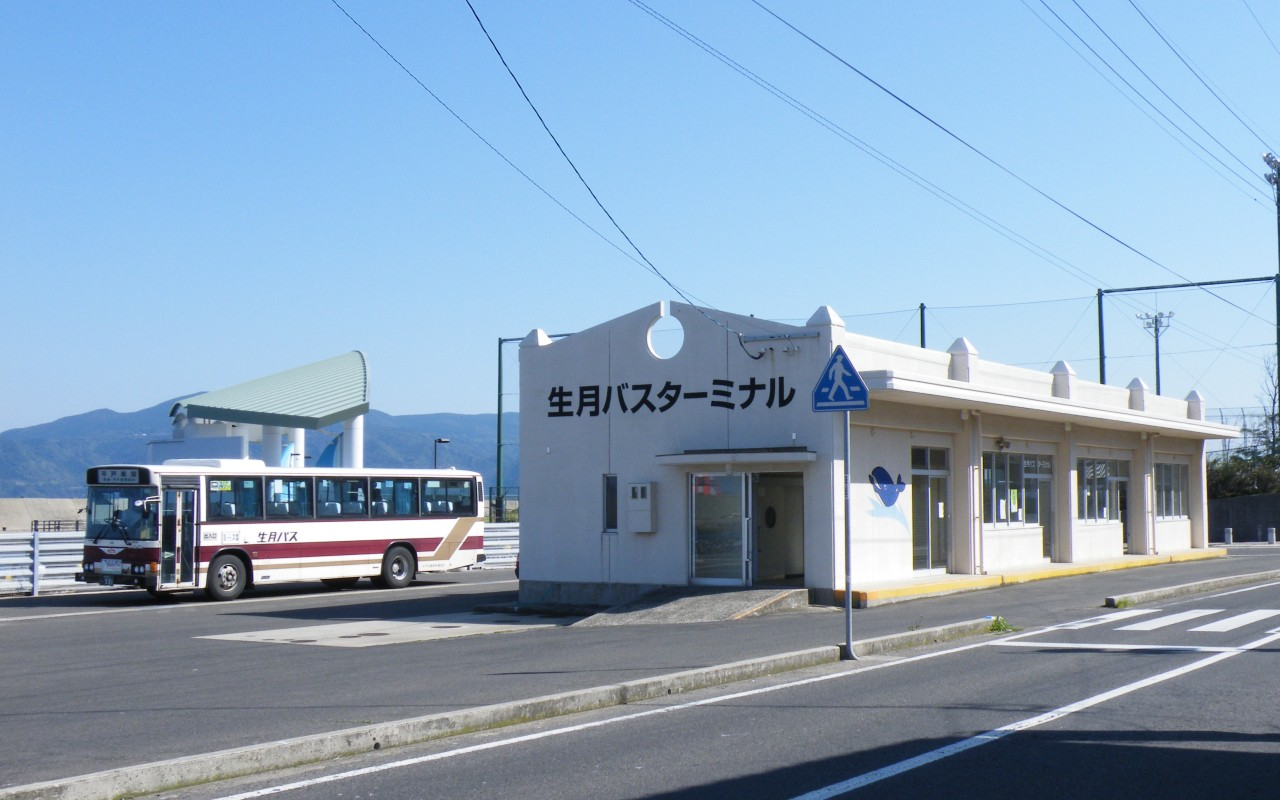
生月バスターミナル

生月自動車有限会社（いきつきじどうしゃ-）は、長崎県平戸市生月町里免に本社を置く路線バス・貸切バス事業者である。通称は生月バス。
平戸市の生月島（旧北松浦郡生月町）、および平戸島の一部で路線バスを運行するほか、貸切バス、タクシー事業、自動車販売事業なども行っている。

## 沿革
- 1932年（昭和7年）12月 - 会社設立
- 1991年（平成3年）8月1日 - 生月大橋の供用開始により、生月一部桟橋～舘浦（汐見町）間で運行していた路線を平戸桟橋まで延長して運行開始し、生月島外に進出。西肥自動車（西肥バス）と共同運行。（平戸線）
- 1991年12月10日 - 生月～平戸線の始発・終点を加瀬川入口に延長（生月自動車のみ）
- 2003年（平成15年）11月1日 - 西肥自動車が平戸線（平戸生月線）から撤退。これにより、生月自動車の単独運行となる平戸島内の中野（生月方面）～白石間のバス停を西肥自動車から譲受。
- 2007年（平成19年）4月1日 - 平戸市明の川内町に平戸車庫を設置。生月～平戸線の一部の便を平戸車庫まで延伸。
- 2013年（平成25年）10月1日 - 西肥自動車が平戸島内の中野線を廃止したことにより、廃止区間の代替路線として平戸高校線の運行を開始。また、平戸線の一部の便を経路変更。

## バス路線
平戸線
- 加瀬川入口 - 生月一部桟橋（生月バスターミナル） - 上川団地前 - 生月中学校前 - 舘浦 - 生月大橋公園前 - 白石 - 中野 - 薄香別道 - 平戸新町 - 平戸桟橋（ - 平戸車庫）
- 加瀬川入口 - 生月一部桟橋 - 上川団地前 - 生月中学校前 - 舘浦 - 生月大橋公園前 - 白石 - 中野 - 古江 - 薄香別道 - 平戸新町 - 平戸桟橋

　　※古江経由（2013年10月運行開始）
- 加瀬川入口 - 生月一部桟橋 - 生月支所前 - 黒瀬 - 舘浦 - 生月大橋公園前 - 白石 - 中野 - 薄香別道 - 平戸新町 - 平戸桟橋

　　※黒瀬経由（現在運休中）
平戸高校線
- 加瀬川入口 - 生月一部桟橋 - 上川団地前 - 生月中学校前 - 舘浦 - 生月大橋公園前 - 白石 - 中野 - 堂の元 - 大越 - ふれあいセンター入口 - 平戸市民病院 - 平戸高校前

御崎線
- 生月一部桟橋 - 加瀬川入口 - 古賀江 - 御崎

全路線とも、長崎県内複数社で利用可能なIC乗車カードは一切利用できない。またSUNQパスは運営委員会に加入していないため利用できない。

## 西肥自動車との共同運行
平戸線は、生月大橋が開通した1991年8月から西肥自動車が路線撤退した2003年10月まで、生月自動車と西肥自動車によって共同運行されていた。西肥自動車は、平戸生月線として生月一部桟橋 - 平戸桟橋間の他に生月島から佐世保駅前までの直通便も単独運行していたほか、生月島の高校生の通学路線として北松農業高校前・平戸高校前までの路線も運行していた。なお、平戸島内の中野 - 薄香別道 - 平戸桟橋間は、2013年9月までは西肥自動車が中野線として路線を維持して生月自動車との競合区間となっていたが同年10月に廃止され、現在は平戸市中心部の薄香別道 - 平戸桟橋間のみが西肥自動車と競合している。
西肥自動車が単独で運行していた路線
- 生月一部桟橋 - 上川団地前 - 生月中学校前 - 舘浦 - 生月大橋公園前 - 白石 - 中野 - 薄香別道 - 平戸新町 - 平戸大橋東口 - 江迎 - 佐世保バスセンター（佐世保駅前） ※平戸新町 - 佐世保間は特急・急行で運行
- 生月一部桟橋 - 上川団地前 - 生月中学校前 - 舘浦 - 生月大橋公園前 - 白石 - 中野 - 薄香別道 - 平戸新町 - 平戸大橋東口 - 北松農業高校前
- 生月一部桟橋 - 上川団地前 - 生月中学校前 - 舘浦 - 生月大橋公園前 - 白石 - 中野 - 堂の元 - 大越 - 紐差 - 平戸高校前

　　※現在の生月自動車の平戸高校線とほぼ同じ運行区間である。

### 西肥自動車との共通乗車制度について
生月自動車と西肥自動車との間では、普通乗車券は共通で使えたが、回数券・定期券は共通で使うことができなかった。しかし、平戸市の猶興館高校の生徒のみが購入することのできる両社共通の回数券があった。猶興館高校の生徒のみだった理由は、その他の平戸高校（平戸市）や北松農業高校（平戸市）、鹿町工業高校（佐世保市）へ生月から行くためのバス路線が西肥バスの単独運行区間だったので、生月バスを利用する生徒はいなかったためである。
現在は生月バス単独運行のため、共通回数券は廃止されている。

## 車両
自社発注した日野の中型・大型車が中心だが、濃飛バスから移籍した三菱の中型車も存在する。一般路線車の塗装はアイボリー地にマルーン・金色の2色の帯。貸切車の塗装は白地に青色の模様。

### 運賃表
生月バスの運賃表示機は、一部の車両を除いて幕式である。平戸線の車両は、幕式で整理券番号1から30までの表示ができる。御崎線及び小型車両は、幕式で整理券番号1から15までの表示ができる。小型車両の運賃表示機は手動である。